# Clisa australis
Clisa australis är en tvåvingeart som först beskrevs av Mcalpine 1966.  Clisa australis ingår i släktet Clisa och familjen Cypselosomatidae. Inga underarter finns listade i Catalogue of Life.